# Orchis des marais
Anacamptis palustris
Espèce
Classification phylogénétique
Statut de conservation UICN

 LC  : Préoccupation mineure
L'Orchis des marais (Anacamptis palustris), synonyme ancien: Orchis palustris Jacq., est une espèce d'orchidées terrestre européenne.

## Description
Plante mesurant de 20 à 60 cm, à feuilles étroites et réparties le long de la tige ; les fleurs nombreuses, sont de couleur rose à pourpre pâle. La partie centrale du labelle est plus pâle et ponctuée de petites taches pourpres.
Elle est très rare en Île-de-France et est protégée.

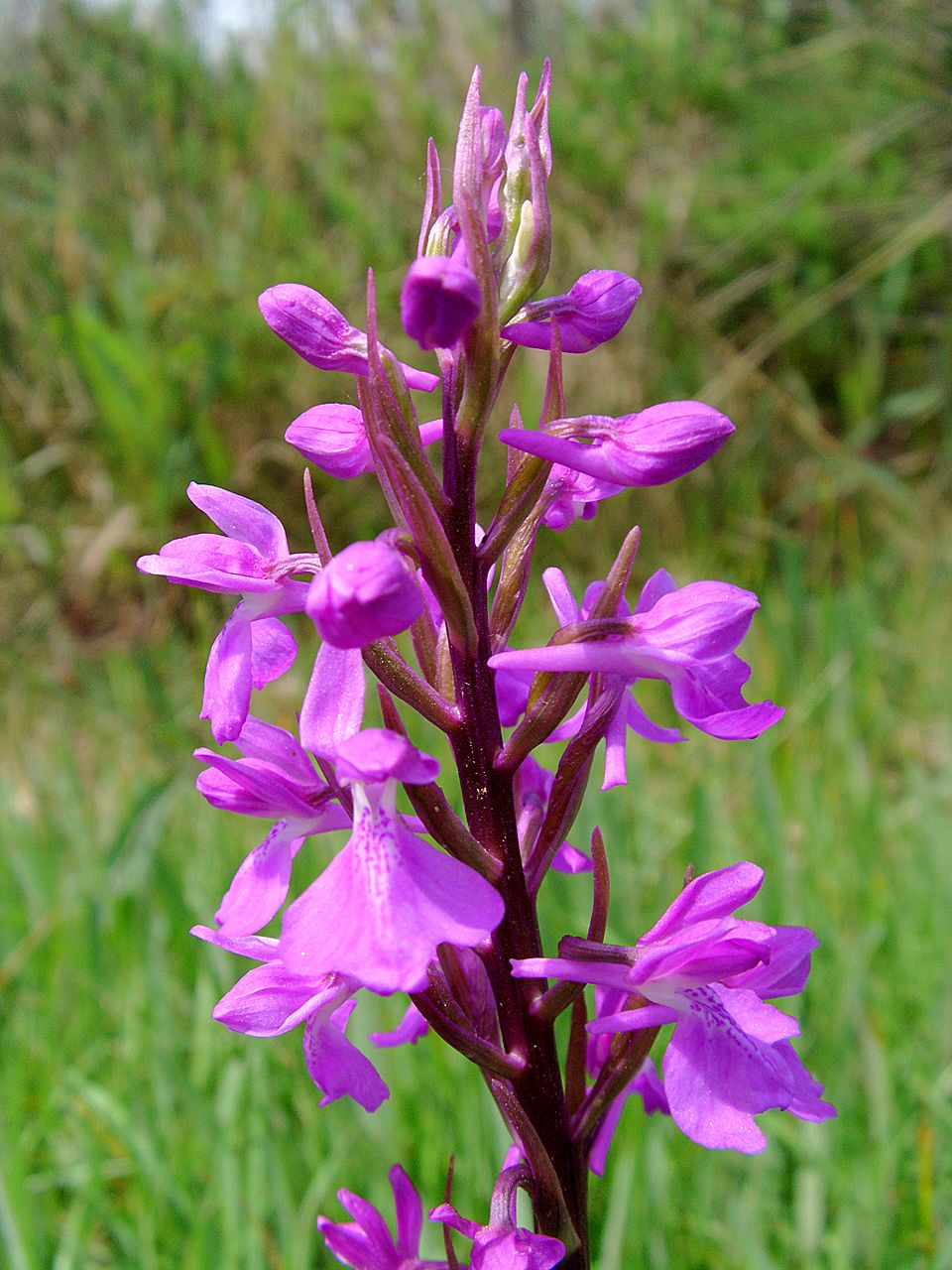
Détail de la fleur

### Caractéristiques
Organes reproducteurs
La floraison a lieu d'avril à juin sur le littoral méditerranéen.
- Couleur dominante des fleurs : rose
- Inflorescence : épi simple
- Sexualité : hermaphrodite
- Pollinisation : entomogame

Graine
- Fruit : capsule
- Dissémination : anémochore

Habitat et répartition
- Habitat type : prés paratourbeux méditerranéens, basophiles
- Aire de répartition : méditerranéen

Données d'après : Julve, Ph., 1998 ff. - Baseflor. Index botanique, écologique et chorologique de la flore de France. Version : 23 avril 2004.

## AutresAnacamptis
- Anacamptis champagneuxii, orchis de Champagneux
- Anacamptis collina, orchis des collines
- Anacamptis coriophora, orchis punaise
- Anacamptis laxiflora, orchis à fleurs lâches
- Anacamptis longicornu, orchis à long éperon
- Anacamptis morio, orchis bouffon
- Anacamptis papilionacea, orchis papillon
- Anacamptis picta, orchis orné
- Anacamptis pyramidalis, orchis pyramidal